# Primarias presidenciales de la Concertación de 1999
Las primarias presidenciales de la Concertación de Partidos por la Democracia del año 1999 fue el sistema electoral para definir al candidato presidencial de tal coalición chilena, para la elección presidencial de 1999. Fue una innovación del conglomerado al nominar por vez primera a su candidato por medio de una elección primaria directa y vinculante, a diferencia de las primarias de 1993.
En ella se enfrentaron Ricardo Lagos, candidato por el Partido Socialista de Chile (PS), el Partido por la Democracia (PPD), el Partido Radical Socialdemócrata (PRSD) y el Partido Liberal (PL), y Andrés Zaldívar, candidato por el Partido Demócrata Cristiano (PDC).

## Candidatos
Los candidatos para las primarias de la Concertación fueron:
| Nombre | Nombre                         | Apoyo político | Candidatura |
| ------ | ------------------------------ | -------------- | --- |
|        | Ricardo Lagos Escobar (PPD/PS) | PS PPD PRSD PL | Fue ministro de Obras Públicas de Eduardo Frei Ruiz Tagle hasta 1998, cuando renunció al cargo para iniciar su campaña presidencial. Anteriormente fue presidente de la Alianza Democrática durante la dictadura, y uno de los principales líderes de la oposición para el plebiscito de 1988. Ejerció como ministro de Educación de Patricio Aylwin entre 1990 y 1992. En 1993 fue precandidato presidencial de la Concertación, pero fue derrotado por Frei Ruiz-Tagle. |
|        | Andrés Zaldívar Larraín (PDC)  | PDC            | Senador de la República, y presidente del Senado desde el 11 de marzo de 1998. Fue elegido en 1989 por la circunscripción de Santiago Oriente, ganándole en su lista a Ricardo Lagos, quien, a pesar de lograr el segundo lugar en votación, no fue elegido por efecto del sistema binominal. Zaldívar fue fundador del Partido Demócrata Cristiano y ejerció como ministro de Eduardo Frei Montalva en las carteras de Economía y Hacienda. En 1973 fue elegido senador, pero el golpe de Estado truncó el ejercicio de su cargo en septiembre de ese año. En la década de 1980 fue exiliado por el régimen militar, y fue presidente de la Internacional Demócrata Cristiana. |

## Desarrollo

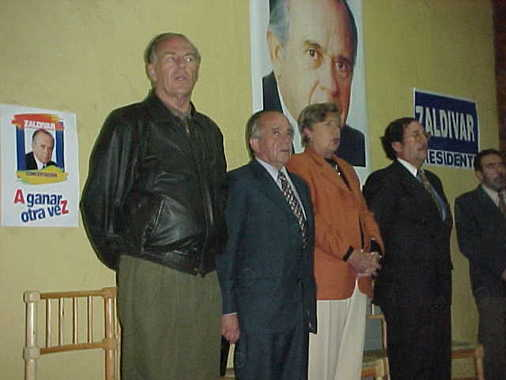
Andrés Zaldívar junto a Jorge Lavandero haciendo campaña por las primarias.

La campaña presidencial de 1999 estuvo marcada por la crisis económica que afectaba al país. El gobierno de Eduardo Frei Ruiz-Tagle se encontraba bastante golpeado con índices de desempleo cercanos al 11 % y un crecimiento negativo. Debido a la existencia de diversos precandidatos presidenciales dentro de los diferentes partidos políticos de la Concertación, el candidato presidencial único que se presentaría el 12 de diciembre debía haber sido elegido mediante la realización de elecciones primarias.
En este escenario, el principal partido de gobierno —la Democracia Cristiana— buscaba su tercer mandato consecutivo, barajando los nombres de Jaime Ravinet, Gabriel Valdés, Alejandro Foxley, Enrique Krauss y Andrés Zaldívar. Finalmente la DC alzó como precandidato al senador Andrés Zaldívar. 
Al igual que en las primarias de 1993, Ricardo Lagos Escobar se presentaba como el candidato del ala izquierda de la Concertación. Lagos renunció como Ministro de Obras Públicas el 31 de julio de 1998 para concentrarse en su campaña presidencial. Comenzó a construir su campaña desde el centro de estudios Fundación Chile XXI, donde se congregó gran parte de lo que sería su equipo de trabajo. 
Así, la Concertación optó en noviembre de 1998 por celebrar elecciones primarias abiertas y vinculantes para seleccionar a su abanderado para las elecciones presidenciales, entre Lagos y Zaldívar. Se estableció una Comisión Nacional Organizadora de Primarias, conformada por 10 dirigentes de los partidos de la Concertación, que dispuso la conformación de 16 731 mesas de votación en 870 locales repartidos por todas las comunas del país.
La elección se realizó el domingo 30 de mayo de 1999, jornada que no estuvo exenta de problemas, pues un corte de energía eléctrica afectó a gran parte del país, dando pie a rumores de atentado que fueron descartados. Finalmente, y con más de un millón doscientos mil electores, Ricardo Lagos derrotó a Andrés Zaldívar con el 71 % de los votos, consagrándose como el candidato único de la Concertación.

## Resultados

### Nacional
Los resultados de la primaria de 1999 fueron:
|  | 71,19 % |

|  | 28,81 % |

### Por región
| Región        | Votos Lagos | Votos Lagos | Votos Zaldívar | Votos Zaldívar | Total   |
| Región        | Votos       | %           | Votos          | %              | Total   |
| ------------- | ----------- | ----------- | -------------- | -------------- | ------- |
| Tarapacá      | 25 307      | 78,02 %     | 7131           | 21,98 %        | 32 438  |
| Antofagasta   | 31 064      | 78,96 %     | 8276           | 21,04 %        | 39 340  |
| Atacama       | 21 174      | 78,85 %     | 5678           | 21,15 %        | 26 852  |
| Coquimbo      | 43 825      | 75,27 %     | 14 398         | 24,73 %        | 58 223  |
| Valparaíso    | 97 057      | 70,49 %     | 40 623         | 29,51 %        | 137 680 |
| Metropolitana | 413 665     | 73,07 %     | 152 485        | 26,93 %        | 566 150 |
| O'Higgins     | 51 043      | 64,79 %     | 27 739         | 35,21 %        | 78 782  |
| Maule         | 62 533      | 67,36 %     | 30 300         | 32,64 %        | 92 833  |
| Biobío        | 125 839     | 71,36 %     | 50 512         | 28,64 %        | 176 351 |
| Araucanía     | 37 175      | 59,46 %     | 25 343         | 40,54 %        | 62 518  |
| Los Lagos     | 56 749      | 66,15 %     | 29 034         | 33,85 %        | 85 783  |
| Aysén         | 6088        | 62,39 %     | 3670           | 37,61 %        | 9758    |
| Magallanes    | 13 986      | 79,38 %     | 3632           | 20,62 %        | 17 618  |